# لیک‌شور انترتینمنت
لیک‌شور انترتینمنت یک شرکت تولید فیلم مستقل آمریکایی است  که در سال ۱۹۹۴ توسط تام روزنبرگ و تد تنبام (۱۹۳۳-۲۰۰۲) تاسیس شده است. دفتر مرکزی این شرکت در بورلی هیلز، کالیفرنیا است.